# Méthode Bates
Pour les articles homonymes, voir Bates.

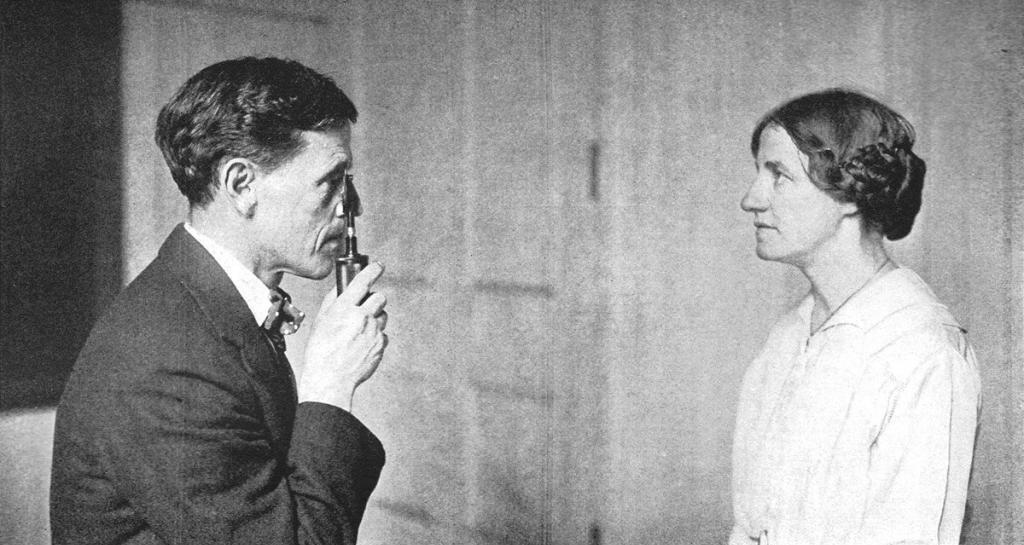
William Bates et son assistante en 1920.

La méthode Bates est un ensemble de procédés de médecine alternative mis au point au début du XXe siècle par William Bates dans le but d'améliorer la fonction visuelle. Selon lui, les problèmes de vue sont dus à des tensions anormales des muscles des yeux. Il estime que les verres correcteurs sont nuisibles car le port des lunettes n’améliore pas le fonctionnement visuel quand il y a une baisse de la vue.
La méthode Bates s'appuierait sur l’anatomie de l’œil et le fonctionnement naturel du regard et des yeux (détente, mouvement, fixation centrale). Sa méthode consiste à réapprendre ces principes de base. Cependant, elle n'a pas démontré de manière scientifique qu'elle pouvait améliorer la vue. Son principal postulat physiologique — que le globe oculaire change de forme pour accommoder la vision — est contredit par l'observation. En 1952, le professeur en optométrie Elwin Marg a écrit que la plupart des prétentions de Bates et la quasi-totalité de ses théories ont été jugées fausses par la quasi-totalité des scientifiques de la vision.

## Principes
Selon les expériences de Bates, les yeux accommodent non pas par l'action des muscles ciliaires sur le cristallin, mais en variant l'allongement de l'œil par les muscles extraoculaires. Il le justifie en observant qu'un œil ayant subi une ablation du cristallin continue dans plusieurs cas à accommoder « exactement dans la même mesure que pour l'œil avec cristallin ». Selon lui, « le processus par lequel l'œil s'ajuste pour la vision à différentes distances est entièrement contrôlé par l'action des muscles externes de l'œil ; le quatrième nerf crânien est le nerf de l'accommodation [tandis que] le nerf supérieur oblique, commandé par lui, est un facteur important de l'accommodation ».
Le Dr Bates pense ainsi que toute action anormale des muscles externes du globe oculaire s'accompagne d'une tension pour vouloir voir. Le soulagement de cet état de crispation inutile entraînerait la disparition de tout dysfonctionnement et, en conséquence, tout problème visuel —  myopie, hypermétropie, astigmatisme ou autre — serait susceptible d'être guéri par la méthode Bates.
Bates a donc examiné, à l'aide de la rétinoscopie simultanée, les yeux de nombreux patients puis déduit de ses observations les « qualités » que possède toute vue parfaite :
- La centralisation : le point regardé est plus net que tout le reste du champ visuel. La fixation centrale implique la conscience de la vision périphérique, soit tout le reste du champ visuel que l’on ne regarde pas mais que l’on perçoit moins bien que le point regardé directement ;
- La mobilité permanente : dans l’œil normal et détendu, la mobilité naturelle du regard et la conscience de la vision périphérique donnent l’illusion d’un mouvement apparent - par exemple, quand on avance, le paysage perçu en vision périphérique semble défiler dans le sens contraire à celui du mouvement ;
- La mémoire est parfaite : c'est pouvoir se remémorer instantanément et continuellement la couleur et le fond de la lettre regardée (ou tout autre objet) ;
- L'imagination est parfaite : c'est voir le blanc entourant les lettres plus blanc que le blanc du reste de la page ; la perception du noir n'est pas altérée par la distance, la luminosité, la taille et la forme de ces lettres ;
- Le repos de l'œil : le cerveau et les yeux sont parfaitement relaxés et cela peut toujours être démontré concrètement.

Pour Bates, toute personne voulant pratiquer la méthode avec succès doit ne plus jamais remettre ses lunettes car il pense que la guérison en serait retardée. Selon lui, il s'agit d'éviter les modifications du fonctionnement visuel qui surviennent toujours quand les yeux regardent au travers de verres correcteurs, ou de lentilles, pas encore portées à l'époque.
Il pense aussi que l'ajustement visuel varie aussi en permanence, notamment en fonction de la nature de l'objet regardé (inhabituel, étrange, familier, plaisant, désagréable…), de l'éclairage et de l'environnement. Il en déduit ce qu'il appelle des abaisseurs et des optimiseurs de la vue.

## Procédés

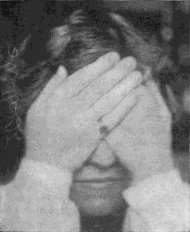
L'imposition des paumes (palming).

La méthode que propose Bates, exposée dans son livre Une vue parfaite sans lunettes, repose principalement sur quelques principes : (1) la détente des yeux et du mental, (2) le mouvement des yeux, (3) l’illusion du mouvement du monde qui nous entoure et (4) la mémoire et l’imagination.
Quelques pratiques recommandées par la méthode : 
- L'imposition des paumes : les yeux fermés sont recouverts par les paumes des mains de façon à exclure totalement la lumière. L’objectif est de permettre le repos de la rétine et des nerfs optiques (liés au système nerveux central) dans le noir (sans la stimulation excitante de la lumière) ;
- Le balancement : tourner son corps d'un côté à l'autre (alternative : balancer de gauche à droite et vice versa) en balayant le monde du regard, conscient de l'illusion du mouvement ;
- L'ensoleillement : les yeux sont fermés et le visage, exposé à la lumière du soleil, tourne d'un côté vers l'autre. Cet exercice procure une détente des yeux. L'objectif est l'amélioration du réflexe pupillaire avec l’alternance ombre/lumière. Il est conseillé de faire suivre l'ensoleillement d'une imposition des paumes ;
- Le cillement sert à lubrifier, nettoyer et protéger la surface extérieure de l’œil. En plus, procurant un instant d’obscurité à la rétine, il constitue un moment de repos (sorte de mini-imposition des paumes). Le cillement des paupières de l’œil détendu s’effectue en moyenne toutes les 2 à 7 secondes.

Pour William Bates, les conditions généralement jugées « défavorables » (lire des petits caractères, regarder une lumière intense…) peuvent être bénéfiques à la vue : il affirme qu'elles représentent un bienfait réel, car un plus grand degré de relaxation est nécessaire pour voir aussi bien qu'en conditions favorables. Quasiment chaque procédé doit être pratiqué devant un tableau de Snellen placé à 3 m, voire 6 m de la personne en train de pratiquer.

## Critiques
Martin Gardner décrit le livre de Bates comme un « compendium fantaisiste de cas de guérison nettement exagérés, de conclusions non fondées et d'ignorance crasse de l'anatomie humaine ». Par contre, il estime que la méthode peut fonctionner sous certaines conditions, car elle augmente l'habileté des adeptes à interpréter et à extraire les informations qui proviennent des images floues. 
Les critiques de la méthode concèdent que la plupart des exercices sont sans danger, sauf si elle incite les adeptes qui souffrent de sérieux problèmes visuels à ne pas rapidement consulter les spécialistes pour obtenir le traitement approprié – l'un des exercices originaux consistait à directement regarder le soleil selon un protocole bien défini ; ceci peut être dangereux si l’exercice n’est pas fait correctement et n’est pas suivi par une imposition des paumes ; la révision de son livre, faite en 1940, préconise plutôt de laisser le soleil éclairer les yeux fermés.
Sébastien Point critique également l'ouvrage de Bates qu'il décrit comme « un agrégat indigeste d’observations mal documentées et de « conclusions » hâtives, spécieuses », et précise que « l’étiologie véritable des anomalies de réfraction est bien différente de celle postulée par Bates » . Il évoque contrairement à Gardner des dangers inhérents à la pratique et communs avec les autres thérapies alternatives utilisant la lumière, notamment la chromothérapie , et la phosphénologie.